# Кесальтенанго (департамент)
Кесальтена́нго (ісп. Quetzaltenango) — один з 22 департаментів Гватемали, розташований на заході країни. Адміністративний центр — місто Кесальтенанго, друге за величиною місто Гватемали.

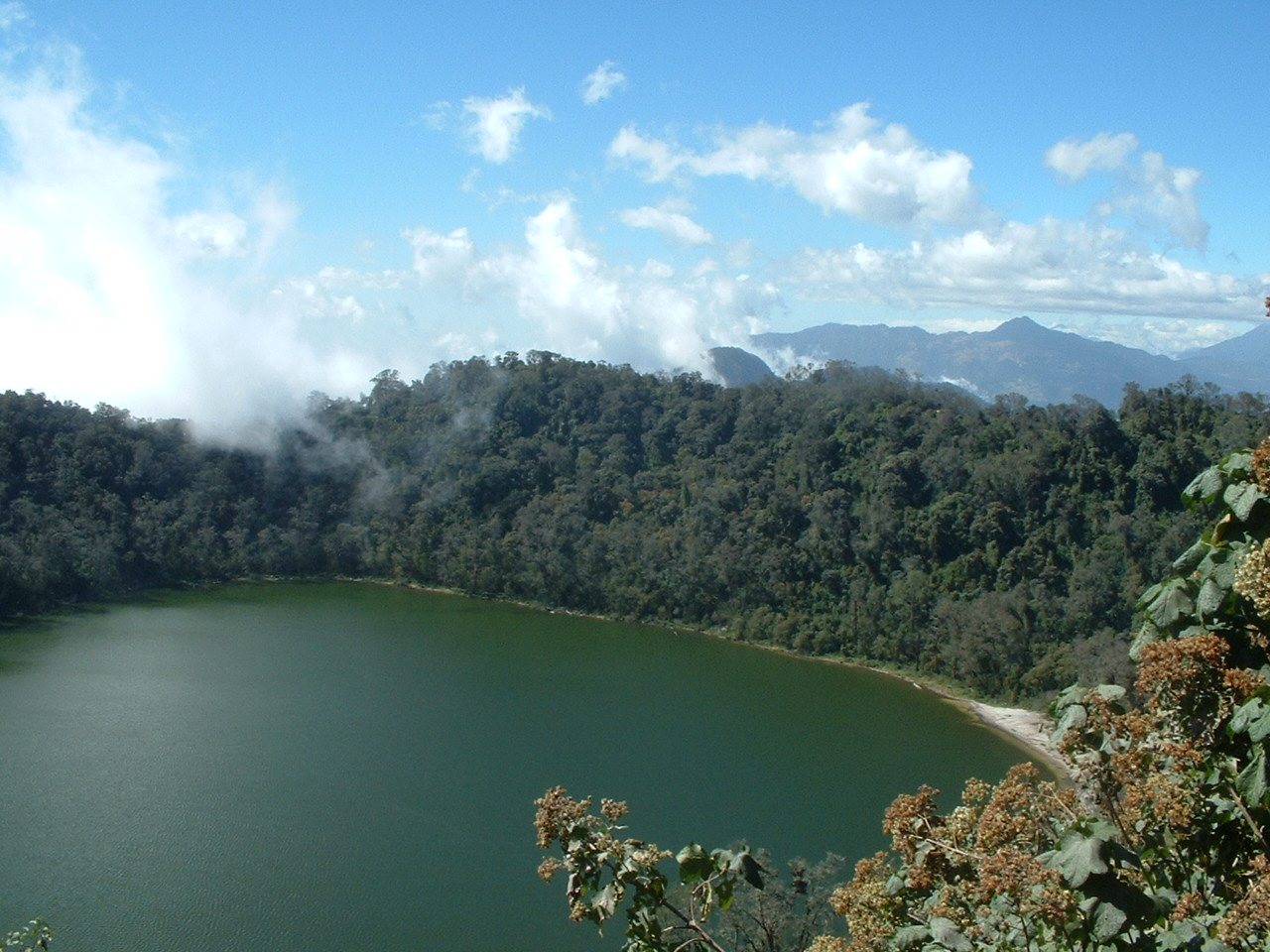
Озеро Чикабаль в кратері однойменного вулкана — один з туристичних об'єктів

Межує на півночі з Уеуетенанго, на сході з Тотонікапаном і Сололою, на півдні з Сучитепекес і Реталулеу, на заході з департаментом Сан-Маркос.

## Історія
2 лютого 1838 Уеуетенанго об'єдналося з Кесальтенанго, Кіче, Реталулеу, Сан-Маркосом і Тотонікапаном в недовговічну центральноамериканську державу Лос-Альтос. Держава була зруйновано в 1840 році генералом Рафаелем Каррера, який став президентом Гватемали. Прапор і герб Кесальтенанго були перейняті у Лос-Альтос.

## Населення
В адміністративному центрі живе близько 150 000 жителів. Близько 60% населення цього департаменту корінного походження, решта — латиноамериканці європейського походження. Крім іспанської мови поширені мови мая кіче і мам.

## Муніципалітети

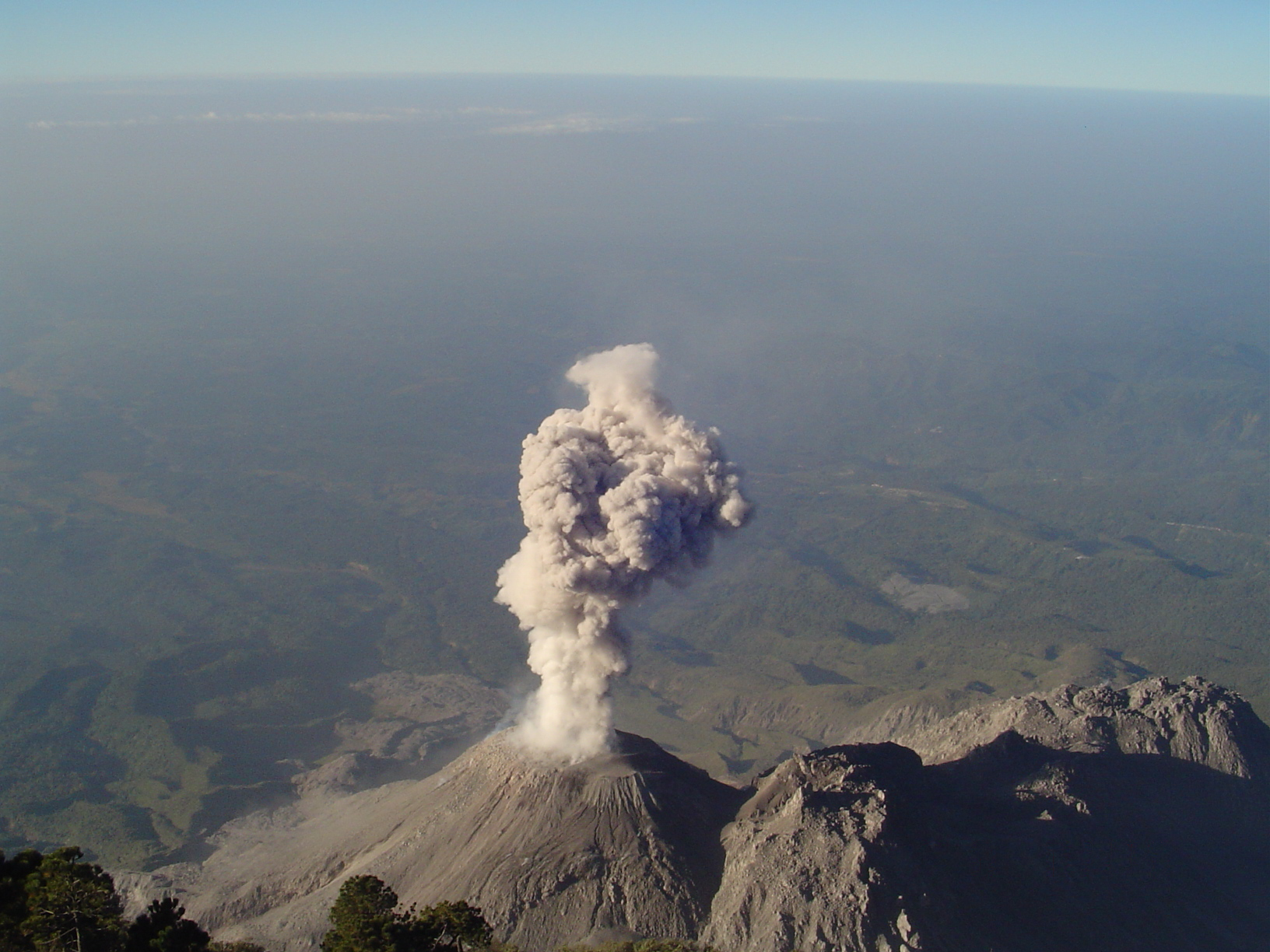
Вулкан Сантьягіто

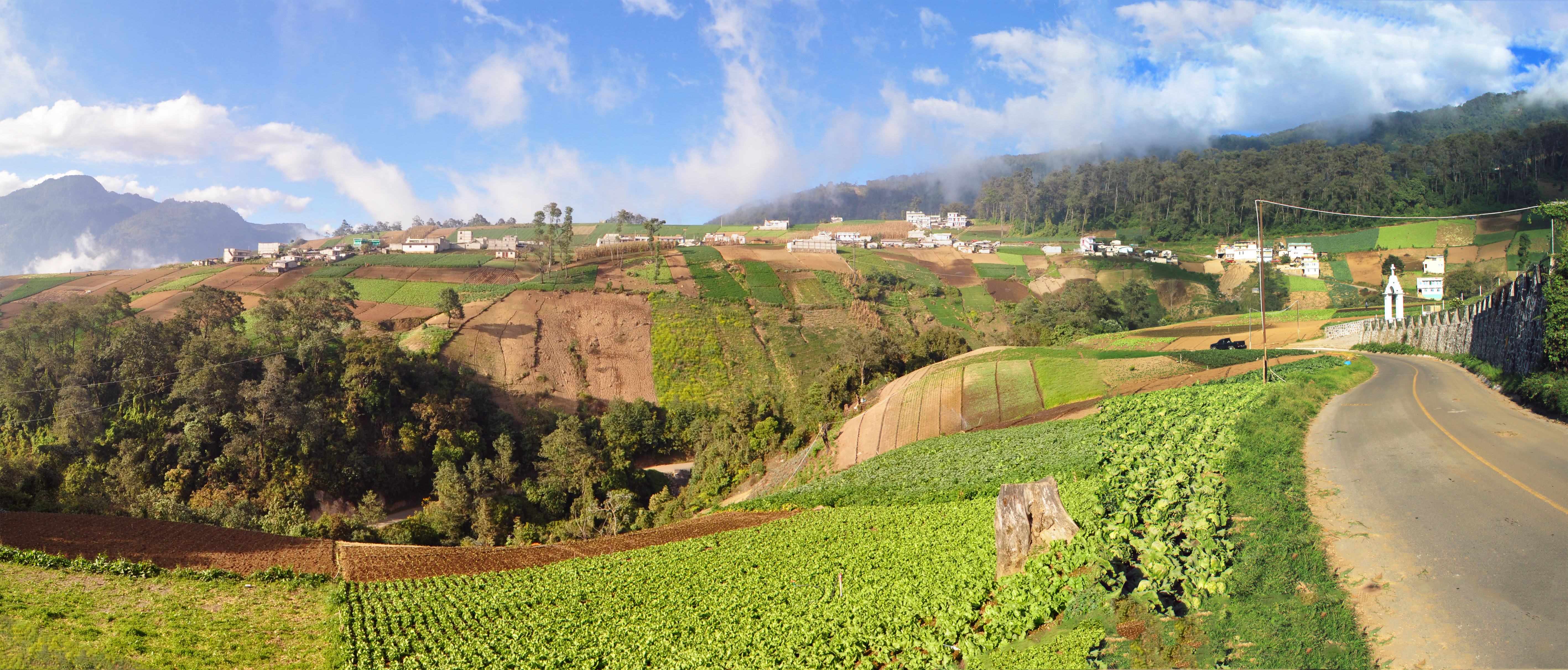

В адміністративному відношенні департамент підрозділяється на 24 муніципалітети:
- Альмолонга
- Кабрікан
- Кантель
- Кахола
- Кесальтенанго
- Коатепек
- Коломба
- Консепсьйон-Чикіричапа
- Ла-Есперанса
- Олінтепеке
- Палестина-де-Лос-Альтос
- Салькаха
- Сан-Карлос-сихан
- Сан-Мартін-Сакатепекес
- Сан-Матео
- Сан-Мігель-Сігуєв
- Сан-Франсиско-Ла-Уніон
- Сан-Хуан-Остункалько
- Сибілія
- Суніл
- Уїтан
- Флорес-Коста-Кука
- Хенова
- Ель-Пальмар